# ويليام ك. ويلسون (سياسي)
ويليام ك. ويلسون (بالإنجليزية: William C. Wilson)‏ هو محامي وسياسي أمريكي، (ولد في نيويورك في الولايات المتحدة القرن 19  م). نشط حزبياً في الحزب الجمهوري. وقد انتخب New York State Comptroller ‏.